# Shim Yi-young
Shim Yi-young, nata Kim Jin-ah (31 gennaio 1980), è un'attrice e modella sudcoreana.

## Biografia
Nata il 31 gennaio 1980, intraprende la carriera di attrice nel 2000, partecipando a Silje sanghwang (2000). Nel 2004 è coprotagonista in Yeogosaeng sijipgagi, mentre nel 2013 in Susanghan gajeongbu. Nel 2020 recita in Extracurricular.